# برونو جولی
برونو جولی (انگلیسی: Bruno Julie؛ زادهٔ ۱۱ ژوئیهٔ ۱۹۷۸) بوکسور اهل موریس است. از افتخارات وی میتوان به کسب مدال برنز وزن Bantamweight در بازی‌های المپیک تابستانی ۲۰۰۸ اشاره کرد.